# Renealmia brachythyrsa
Renealmia brachythyrsa là một loài thực vật có hoa trong họ Gừng. Loài này được Loes. miêu tả khoa học đầu tiên năm 1909.